# AS 24 (empresa)
A AS 24, filial do grupo Total, é uma empresa francesa de distribuição automatizada de combustíveis para os profissionais do transporte . Criada em 1988, tem a sua sede em Saint-Herblain (Nantes - França). 
Até 2017 contava com uma rede de mais de 800 postos instalados em 28 países . Emprega atualmente 260 pessoas cuja maioria trabalha nas suas subsidiárias na Europa.

## História
Desde a sua criação, em 1988, a AS 24 dedica-se à distribuição de combustível para os profissionais do transporte . Historicamente instalada na região de Nantes, a empresa foi originalmente fundada com o nome Point Carburant pela Compagnie Pétrolière de l’Ouest.  
Em 1989, cria-se o primeiro cartão cliente, válido em toda a rede de postos, na altura maioritariamente instalados em França.   
Em 1997, a empresa Point Carburant é comprada pela empresa Elf Aquitaine e muda o seu nome para AS 24 . 
Em março de 2000, a Elf planejava a compra do seu principal concorrente, a Total. Mas num contexto judicial difícil foi a empresa Elf que acabou por ser comprada por esta mesma empresa .  
Esta aquisição fez da AS 24 a subsidiária de uma das maiores empresas petrolíferas do mundo . 
No início, a oferta estava apenas concentrada nos combustíveis, mas com o número ascendente de postos abertos na Europa, a empresa começa a diversificar a sua oferta adicionando à mesma dispositivos de teleportagem e serviços de gestão de frota .
Em 2010 a sede instala-se no Parc Tertiaire Ar Mor em Saint-Herblain. 
Atualmente o diretor geral é Manuel Olivier . 

## Atividade

### Venda de produtos petrolíferos com cartão de combustível
Desde sempre, o público alvo da AS 24 são os veículos pesados. Por esta razão, os postos equipados para veículos ligeiros são pouco comuns, o equipamento dos postos inclui: pistas largas, pistolas de grande caudal e reservatórios duplos para maior rapidez nos abastecimentos . 
Os postos oferecem vários tipos de combustível: gasóleo, gasóleo colorido e mais recentemente gás natural comprimido (GNC)16.
A AS 24 iniciou a venda de AdBlue de modo a respeitar as normas Euro (IV, V, VI). Sendo a empresa líder em postos equipados (atualmente mais de 600) e em dimensão da rede de distribuição (cobertura em 23 países). 
Tal como muitas empresas de transporte, a AS 24 utiliza o sistema de cartões de combustível. Estes cartões são uma ferramenta de gestão de frota para as empresas de transporte. Com eles podem, por exemplo, ter acesso imediato aos seus abastecimentos. 
A empresa comercializa dois tipos de cartões, um válido apenas na rede AS 24 e outro ligado à rede Eurotrafic. Com este último é possível abastecer em mais de 12.000 postos na Europa. 

### Serviços para os profissionais do transporte
Mesmo sendo a atividade principal da AS 24 a venda de combustível, a empresa propõe também serviços dedicados para os profissionais do transporte. 

#### Gestão de frota
Graças ao pagamento através de cartão combustível, as empresas de distribuição de combustível podem oferecer vários serviços aos profissionais do transporte. 
A AS 24 propõe aos gestores de frota a configuração de alertas nos seus cartões de combustível. Desta maneira, o cliente será alertado se o motorista abastecer a um preço mais alto do que o preço máximo autorizado. 
Será alertado também quando o motorista abastecer num país, numa zona ou num posto não autorizado. Este serviço poderá também alertar o cliente em caso de abastecimento fora do horário ou dias permitidos. 
É ainda possível a suspensão dos cartões, caso se verifique qualquer ação não permitida pelo gestor de frota.
Estes serviços estão acessíveis através do Espaço Cliente no site da AS 24 ou através da App da empresa.  

#### Dispositivos de teleportagem
Tal como alguns dos seus concorrentes, a AS 24 comercializa um dispositivo de teleportagem, o PASSango. 
Este aparelho pode ser utilizado em todo o território francês, espanhol e português. Funciona ainda na Bélgica (túnel do Liefkenshoek).
A partir de outubro de 2017 estará apto para funcionar na Bélgica e na Alemanha.
Tal como o modelo de compra de combustível, a AS 24 desenvolveu um sistema de alertas sobre os gastos de teleportagem. Por exemplo, o cliente poderá ser alertado quando o dispositivo regista mais do que os montantes por si autorizados. 
A AS 24 também propõe este dispositivo de teleportagem com um serviço opcional de geolocalização. 
Apesar dos esforços da Comissão Europeia para facilitar o transporte europeu, os sistemas de teleportagem ainda são diferentes entre países. Por isso, a AS 24 possibilita aos seus clientes a compra de dispositivos de portagem de numerosos países através do seu cartão Eurotrafic.

### Imagem de marca
São vários os elementos que constituem a imagem de marca da AS24. O tamanho da rede deverá ser o primeiro. No site da empresa poderá ser encontrado a frase “Fornecedor europeu”.
Mas os elementos que mais chamam a atenção na comunicação da empresa são a confiança e o controlo de custos. Assim, os sistemas de alerta sobre o consumo de combustível ou portagens são apresentados como uma ferramenta chave, para que os gestores de frota possam melhorar o controlo das despesas. A suspensão de cartões ou a geolocalização seguem a mesma linha.
Em 2014 a AS 24 decidiu equipar-se com cartões inteligentes fornecidos pelo líder de segurança numérica, Gemalto. Estes cartões respeitam as exigências EMV (padrão de codificação de dados bancários) permitindo o controlo à distância em tempo real. 
A vontade de se diferenciar com serviços que propõem um maior controlo e segurança para os gestores de frota é regularmente encontrada em toda a comunicação da empresa. 
Por fim, a AS 24 quer se destacar na competitividade dos seus preços. 